# Leondra Kruger
Leondra Kruger est une juriste et magistrate américaine née le 28 juillet 1976.
Formée à Harvard puis Yale, elle mène une carrière de juriste qui la conduit notamment à travailler comme assistante juridique du juge à la Cour suprême John Paul Stevens.
Sous le mandat du Président Barack Obama, elle est nommée adjointe de l'avocat général des États-Unis, à un niveau élevé de l'administration judiciaire.
En 2015, elle devient juge à la Cour suprême de Californie sur désignation du gouverneur Jerry Brown : elle est alors la deuxième femme Afro-Américaine à accéder à ce poste après Janice Rogers Brown (en).